# 柯应夔旧居
柯应夔旧居建于民国初年，是美国妇产科专家柯应夔在天津的故居，位于当时的天津英租界的香港道（Hong Kong Road）（今天津市和平区睦南道139号）。该建筑现为一般保护等级历史风貌建筑。

## 建筑风格
柯应夔旧居的建筑面积为870平方米，为砖木结构2层洋楼，局部为1层，建筑外立面为红砖清水墙。